# S/2011 J 1
S/2011 J 1 — нерегулярный внешний спутник Юпитера.

## История открытия
S/2011 J 1 был открыт 27 сентября 2011 года Скоттом Шеппардом при помощи 6,5-метрового телескопа Магеллана—Бааде в обсерватории Лас-Кампанас. Сообщение об открытии сделано 29 января 2012 года.

## Орбита
S/2011 J 1 совершает полный оборот вокруг Юпитера на расстоянии в среднем 20,101 млн км за 580,7 дня. Орбита имеет эксцентриситет 0,296. Наклон орбиты к локальной плоскости Лапласа 162,8°, то есть является ретроградной. Орбитальные параметры не позволяют отнести S/2011 J 1 ни к одной известной группе спутников Юпитера: он имеет наклонение, свойственное группе Карме, а большую полуось — обычную для группы Ананке.

## Физические характеристики
Диаметр S/2011 J 1 составляет около 1 км. Предполагается, что внешние спутники состоят в основном из силикатных пород, поэтому его плотность можно оценить в 2,6 г/см³.